# Бернар Казнев
Бернар Казнев (фр. Bernard Cazeneuve; нар. 2 червня 1963, Санліс, Уаза) — французький державний діяч, член Соціалістичної партії. Прем'єр-міністр Франції з 6 грудня 2016 до 15 травня 2017.

## Біографія
Обіймав посади депутата Національної асамблеї від департаменту Манш, мера міста Шербур-Октевіль та голови Шербурської міської громади. У 2012 році він звільнився з цих посад для роботи міністром-делегатом з питань європейських справ в уряді Жана-Марка Еро. Наступного року він стає міністром-делегатом з питань бюджету після відставки Жерома Каюзака. 2 квітня 2014 призначений міністром внутрішніх справ в уряді Мануеля Вальса, і саме на час його повноважень припадає безпрецедентна хвиля ісламського тероризму з низкою терактів у січні 2015, листопаді 2015 та липні 2016.
Призначений Прем'єр-міністром Франції 6 грудня 2016 року після відставки Мануеля Вальса, який залишив посаду для участі в праймеріз президентських виборів 2017.